# Veronika Kašáková
Veronika Sovadina Kašáková (* 6. listopadu 1989 Praha) je česká modelka a finalistka České Miss 2014. Rovněž je zakladatelkou Nadačního fondu Veroniky Kašákové.

## Životopis
Pochází z Vysoké Pece u Chomutova. Od 4 let vyrůstala v dětském domově ve Vysoké Peci s bratrem Karlem. V letech 2004–2008 studovala na Střední pedagogické škole v Mostě obor Předškolní a mimoškolní pedagogika. Poté pracovala v bance. Počátkem roku 2014 napsala autobiografickou knihu Zpověď holky z děcáku.
V roce 2015 dostala ocenění v kategorii dobrý skutek v anketě Osobnost roku Ústeckého kraje. V roce 2016 založila Nadační fond Veroniky Kašákové, který podporuje děti v dětských domovech tak, aby mohly žít plnohodnotný život a byly připraveny na překážky v běžném životě po opuštění dětského domova. Od února 2017 je tváří kosmetické značky Oriflame. Spolupráce probíhá skrze Nadační Fond Veroniky Kašákové a má za cíl podpořit padesát dětí z dětských domovů z celého Česka v jejich snech a pomoci jim postavit se na vlastní nohy. Součástí projektu je i osmnáct proměn pro děti, které nejlépe splnily zadané cíle a mají dlouhodobě dobré výsledky. Tento projekt se jmenuje Proměny s Veronikou, je to projekt k padesátému výročí založení společnosti Oriflame pro rok 2017. V roce 2018 dostala ocenění v kategorii sociální a zdravotní oblast včetně záchrany lidského života v anketě Ceny hejtmana roku Ústeckého kraje. Rovněž se v roce 2018 dostala do časopisu Forbes do sekce Mimořádné ženy a do sekce 30 pod 30. V roce 2019 dostala ocenění od hejtmana Ústeckého kraje za společenskou odpovědnost.[zdroj?]
16. února 2021 se modelce a jejímu partnerovi narodil syn Matyáš. Partnera Milana Sovadinu si Veronika vzala po devítileté známosti v srpnu 2022 v chomutovském zooparku.[zdroj?]

### Knižní publikace
- Veronika Kašáková, Zpověď: Z děcáku až na přehlídková mola, Albatros Media a.s., CooBoo Praha 2015, ISBN 9788074477683
- Ženy, poklad k objevení, Kořeny, Praha 2016 - jeden z rozhovorů

### Soutěže Miss
- Miss Junior ČR 2007 – finalistka (ze soutěže byla vyřazena kvůli tetování na pravém třísle)[5]
- Česká Miss 2014 – finalistka